# Theodore Austin-Sparks
Theodore Austin-Sparks (Londres, 1888 — 1971) (normalmente conhecido como T. Austin-Sparks ou somente TAS) foi um pastor batista e um evangelista cristão inglês.
Austin-Sparks foi enviado ainda garoto para viver na Escócia com os parentes de seu pai. Foi ali que ele se tornou cristão, por volta de 17 anos de idade, enquanto ouvia um grupo de jovens pregadores-de-rua em Glasgow. Em pouco tempo, ele estava dando o seu próprio testemunho com seu grupo de jovens.